# Hyundai Motor Group
Hyundai Motor Group (HMG; [ˈhjəːndɛ]; стилизирано като HYUNDAI) e южнокорейски чебол (донякъде подобен на многонационален конгломерат, но без централна холдингова компания или структура на собственост) с главен офис в Сеул, Южна Корея.
HMG също се отнася до групата от дъщерни дружества, свързани помежду си чрез сложни споразумения за акционерно участие, като сред тях Hyundai Motor Company се счита за „де факто“ основен представител на групата. Това е третият по големина южнокорейски „чебол“ след Samsung Group и SK Group, и е свързан с други индустриални групи с име Hyundai. Те се появяват след преструктурирането на първоначалната компания, Hyundai Group, и това са Hyundai Motor Group, Hyundai Heavy Industries Group, Hyundai Development Company Group, Hyundai Department Store Group и Hyundai Marine & Fire Insurance.

## История
Групата е създадена чрез закупуването на 51% от акциите на KIA от Hyundai Motor Company през 1998 г. Към 2011 г. Hyundai притежава 33,7% от Kia Motors.
На 22 май 2022 г. Hyundai Motor Group обявява, че компанията смята да инвестира допълнителни 5 милиарда долара в Съединените щати до 2025 г. Инвестицията ще засили сътрудничеството с американски фирми в области като градска въздушна мобилност, автономно шофиране, изкуствен интелект и роботика. Инвестициите са обявени по време на посещение в Южна Корея от президента Байдън.

## Предприятия
Най-големият член на „чебола“, Hyundai Motor Company, има контролен дял в Kia и те са съответно най-големият и вторият по големина производители на автомобили в страната. След няколко години на бърз растеж, групата продава 8,01 милиона автомобила през 2015 г., но не успява да постигне поставената си за продажбите цел. През 2017 г. групата продава 7,25 милиона автомобила, което е най-ниското ниво от пет години преди този момент. Според Международната организация на автомобилните производители през 2017 г. HMG е третият най-голям производител на автомобили в света по обем на производството след японската Toyota и германския Volkswagen Group.

## Основни компании
Автомобили
- Hyundai Motor Company
- Kia
- Genesis Motor – луксозни автомобили
- Ioniq – електромобили

Производство
- Hyundai Steel – стоманодобив
- Hyundai Rotem – вагоностроене и отбрана

Авточасти
- Hyundai Mobis
- Hyundai IHL
- Hyundai Wia

Строителство
- Hyundai Engineering & Construction – най-голямата строителна фирма в Ю. Корея
- Hyundai Engineering (HEC) – инженерни решения за заводи, архитектура, инфраструктура и управление на активи

Финанси
- Hyundai Capital – потребителски финансови услуги
- Hyundai Card – кредитни карти (Diners Club)

Други
- Boston Dynamics – роботика
- Hyundai AutoEver – програмно осигуряване за автомобили
- Hyundai Glovis – транспорт, доставки

## Водород
На глобалния онлайн форум Hydrogen Wave, проведен на 7 септември 2021 г., Hyundai Motor Group излага визията си за водородния бизнес, същността на водородните горивни клетки и водородната мобилност. В допълнение, групата е изложила визията си Hydrogen Vision 2040.
Представено е и Vision FK, високоефективно превозно средство с водородни горивни клетки. Vision FK не използва стандартни, обичайни части за превозни средства, а комбинира система с водородни горивни клетки и системата Hyundai E-GMP, разработена в сътрудничество с Limak. Системата с водородни горивни клетки се използва като основен източник на енергия по време на шофиране с ниска скорост на FK или за управление на състоянието на батерията. Два резервоара за водородно гориво от 2 kg са разположени над задната ос. Също така, пакетите горивни клетки от 2-ро поколение, със средна мощност от 85 kW до максимум 95 kW, са разположени над предната ос. Системата E-GMP, която се състои от две моторни задвижвания, ускорител, инвертор и батерия, помага за упражняване на мощност по време на висока скорост или динамично шофиране. Общата мощност на двете моторни задвижвания, приложени към задните колела, е над 500 kW.
През декември 2021 г. Hyundai спира разработката на своя Genesis, а вероятно и на другите си водородни автомобили.